# Timex

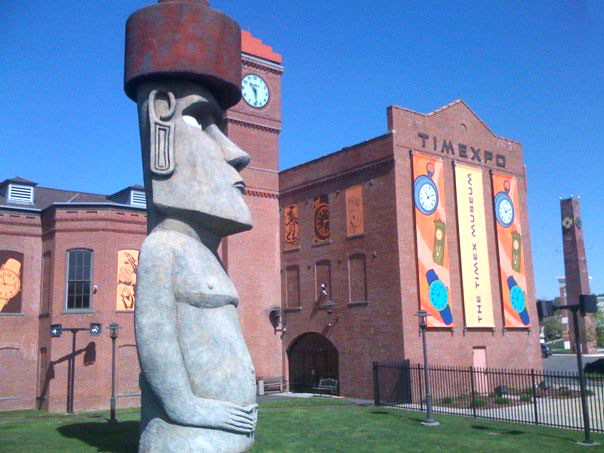
Museo de Timex en su antigua fábrica de Waterbury

Timex Group USA, Inc. (antes conocida como Timex Corporation) es una empresa estadounidense multinacional dedicada a la fabricación de relojes, fundada en 1854 como Waterbury Clock Company en Waterbury (Connecticut). En 1944, la empresa se declaró insolvente, pero tras renegociar sus deudas, se convirtió en la Timex Corporation. En 2008, la empresa fue adquirida por Timex Group B.V., y pasó a llamarse Timex Group USA.

## Origen del nombre de la firma
En 1941, el naviero noruego Thomas Fredrik Olsen (refugiado en los Estados Unidos tras la invasión alemana de su país al comienzo de la Segunda Guerra Mundial), compró la Waterbury Clock Company de Nueva York y la rebautizó como "Timex", un acrónimo
de los nombres de la revista Time y de la marca Kleenex.

## Historia

### Waterbury Clock Company (1854-1944)
La compañía fabricante de latón Benedict & Burnham creó la Waterbury Clock Company en 1854, con el propósito de fabricar relojes con engranajes de latón. La firma se constituyó legalmente el 27 de marzo de 1857 como empresa independiente, con un capital de 60.000 dólares. La industria relojera estadounidense producía millones de relojes con decenas de empresas ubicadas en el valle del río Naugatuck (en Connecticut), lo que le valió a la región el apodo de la "Suiza de América". La Waterbury Clock Company era uno de los mayores productores tanto por ventas nacionales como por el valor de sus exportaciones, principalmente a Europa.

#### Ingersoll Watch Company

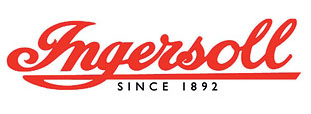
Ingersoll Watch Company

Originalmente, la empresa se dedicó a producir relojes como alternativas menos costosas a los modelos homólogos europeos de alta gama de la época. En 1887, introdujeron el gran reloj de bolsillo "Jumbo", inventado por Archibald Bannatyne y llamado así por el famoso elefante del circo P. T. Barnum. El modelo Jumbo se lanzó al mercado en la ciudad de Nueva York a modo de prueba, llamando la atención de Robert H. Ingersoll, un vendedor y futuro pionero del marketing. A principios del siglo XX, la Waterbury Clock Company producía millones de relojes de bolsillo para la empresa de relojes Robert H. Ingersoll & Bro., en la que Robert se asoció con su hermano Charles. En 1896, Ingersoll presentó el Ingersoll Yankee, un reloj de dólar de bolsillo suministrado por la Waterbury Clock Company. Estos relojes ganaron tanta popularidad que se los conoció como "el reloj que hizo famoso al dólar".

#### Waterbury Watch Company
En 1877, la empresa Benedict y Burnham presentó un nuevo prototipo de reloj de bolsillo económico compuesto de tan solo 58 piezas, en su mayoría a base de chapas de latón perforadas. Inmediatamente, se acondicionó una parte no utilizada de su taller de máquinas y se comenzó a producir el "Long Wind" a un ritmo de 200 unidades por día en 1878. El departamento superó rápidamente el espacio que tenía disponible en la planta, por lo que Benedict & Burnham fundó en 1880 la empresa hermana de la Waterbury Clock, la Waterbury Watch Company, con un capital de 400.000 dólares para fabricar y vender relojes económicos y otros tipos de relojes. La Waterbury Watch comenzó con mucho éxito en sus primeros días, empleando a cientos de mujeres por sus "dedos finos" y "manipulación delicada", y se convirtió en el productor de relojes de mayor volumen del mundo en 1888.

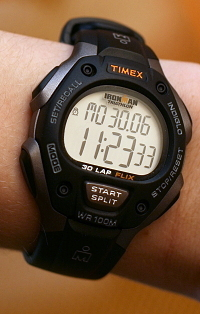
Reloj Timex Ironman

Sin embargo, la Waterbury Watch entró rápidamente en quiebra debido a las malas técnicas de venta, dado que los "intermediarios" y los vendedores regalaban gran parte del producto como gancho comercial sin tener en cuenta el futuro de la empresa, abaratando así el valor percibido de los productos. En un último intento por salvar la empresa, la Waterbury Watch comenzó a producir modelos de relojes de gama alta, lo que solo generó más problemas para una fuerza laboral incapaz de adaptarse a la complejidad de los nuevos relojes, que utilizaban varios cientos de piezas. La empresa finalmente se reorganizó como la New England Watch Company en 1898, ya que su oficina de ventas de Londres se puso en liquidación. La firma continuó centrándose en modelos de relojes de alto precio y finalmente entró en quiebra, suspendiendo el negocio en julio de 1912. Robert H. Ingersoll & Bro. compró la planta de Waterbury, donde comenzó a fabricar relojes Ingersoll en 1914.

#### El advenimiento del reloj de pulsera
La Primera Guerra Mundial trajo nuevas demandas para el diseño de relojes. Los artilleros, por ejemplo, necesitaban una forma fácil de calcular y leer la hora sin dejar de poder operar los cañones. La Waterbury Clock Company satisfizo esta necesidad modificando su pequeño reloj de bolsillo Ingersoll "Midget" para damas. Le agregaron unas asas para sujetarlo a una correa de lona, reposicionaron la corona a las 3 en punto e hicieron que las manecillas y los números fueran luminiscentes para facilitar su lectura durante la noche, produciendo así uno de los primeros relojes de pulsera modernos.
En 1922, la Waterbury Clock Company compró la empresa Robert H. Ingersoll & Bro. por 1,5 millones de dólares. La firma había quebrado el año anterior debido a la recesión de la posguerra. Sin embargo, la Waterbury Clock no pudo hacerse cargo de la garantía de calidad de Ingersoll en Europa debido a la Gran Depresión, por lo que vendió Ingersoll, Ltd., con sede en Londres, a su junta directiva en 1930, convirtiéndola en una empresa de propiedad totalmente británica. La marca Ingersoll continuó utilizándose en los Estados Unidos por la Waterbury Clock hasta la década de 1950, mientras que Ingersoll Ltd. produjo la marca de relojes Ingersoll de forma independiente para el mercado europeo y para otros mercados.
Curiosamente, la Waterbury Clock Company recuperó su identidad en el mercado de consumo en el difícil período de estrecheces económicas que siguió a la Gran Depresión. La firma llegó a un acuerdo de licencia con Walt Disney en 1930 para producir los famosos relojes Mickey Mouse bajo la marca Ingersoll. Los presentaron al público en la Exposición Universal de Chicago en junio de 1933, y rápidamente se convirtieron en el primer producto de la empresa en generar un millón de dólares de ingresos, salvándola del desastre financiero.
Thomas Fredrik Olsen era el propietario de la empresa naviera Fred. Olsen Shipping Co., que había huido de Noruega en 1940 junto con Joakim Lehmkuhl y sus familias debido a la invasión nazi. Refugiados primero en Inglaterra, fijaron su atención en los Estados Unidos en busca de inversiones para contribuir al esfuerzo bélico. Olsen y Lehmkuhl compraron una participación mayoritaria en la Waterbury Clock Company en 1941, y Olsen fue nombrado presidente de la firma. Nombró director de la compañía a Lehmkuhl, que había estudiado negocios e ingeniería en Harvard y en el MIT, y bajo su liderazgo la empresa se convirtió en el mayor productor de temporizadores de espoletas para productos de defensa de precisión en los Estados Unidos. En 1942, construyeron en 88 días una nueva fábrica con edificios de hormigón en las cercanías de Middlebury, Connecticut, para la producción a gran escala de temporizadores de precisión. En agosto de 1943, el subsecretario de Guerra otorgó a la Waterbury Clock Company el Premio "E" Armada-Ejército a la excelencia por su "espoleta angloamericana", y los accionistas votaron en el mes de diciembre siguiente a favor de cambiar el nombre de la empresa a United States Time Corporation.

### United States Time Corporation (1944-1969 )
Las ventas disminuyeron después de la guerra de Corea en la década de 1950, debido a la disminución de los pedidos de defensa, y el presidente de United States Time, Lehmkuhl, estaba convencido de que un reloj económico sería un éxito de mercado si era preciso y duradero. Creía que se podía lograr un modelo de bajo costo mediante la combinación de la automatización, las técnicas de herramientas de precisión utilizadas para fabricar temporizadores de fusibles y un diseño más simple que el de los relojes suizos de mayor precio. La durabilidad se logró mediante una nueva aleación dura llamada "Armalloy", desarrollada a través de la investigación en tiempos de guerra. El "Armalloy" se utilizó para producir cojinetes de larga duración, que sustituyeron a las costosas joyas que se utilizaban tradicionalmente en el movimiento de los relojes. Estas innovaciones dieron lugar a la presentación de la marca Timex en 1950, aunque el nombre ya se había utilizado por primera vez en un pequeño envío de prueba de relojes para enfermeras en 1945.
La US Time Corporation compró la compañía Lacher & Co. AG de Pforzheim, Alemania (la marca Laco), el 1 de febrero de 1959, para adquirir la tecnología de relojes eléctricos que había desarrollado. También compró la marca Stowa (Deutsche Uhrenrohwerke). Timex vendió Durowe al fabricante de movimientos suizo ETA SA el 1 de septiembre de 1965.

#### Eslogan: El mayor fabricante mundial de relojes y espoletas temporizadoras mecánicas

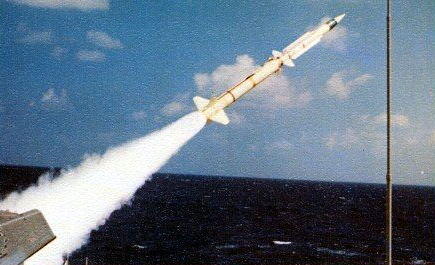
Lanzamiento de un misil Terrier de la marina estadounidense, estabilizado en vuelo mediante un giroscopio fabricado por U.S. Time

La empresa fabricaba componentes mecánicos durante el auge del desarrollo de misiles estadounidenses a finales de los años 1950, incluidos espoletas, giroscopios, acelerómetros, subsistemas de guía y otros artículos de precisión miniaturizados. La empresa promocionaba sus productos bajo la afirmación de ser el "mayor fabricante mundial de relojes y espoletas temporizadoras mecánicas".
La firma también producía componentes de munición y reparaba, instalaba y reactivaba equipos de producción propiedad del gobierno. El auge del negocio de municiones y artillería de la empresa duró hasta la era de la guerra de Vietnam en los años 1960 y 1970, durante los cuales operó la Planta de municiones del ejército de Joliet, así como plantas e instalaciones de almacenamiento de propiedad privada.

#### Eslogan: Se le da una paliza y sigue funcionando
Se consideraba a John Cameron Swayze como el periodista más creíble de los Estados Unidos, por lo que Lehmkuhl decidió contratarlo como portavoz de la empresa para las "pruebas de tortura" en directo en televisión utilizando el eslogan ideado por Russ Alben: "Timex: It takes a licking and keeps on ticking" (Se le da una paliza y sigue funcionando). Hirshon Garfield desarrolló estos anuncios materializando las pruebas sugeridas por los vendedores de la United States Time Corporation. Los anuncios incluían clavadistas, esquiadores acuáticos, un delfín, lavavajillas, martillos neumáticos, mezcladores de pintura y la hélice de un motor fueraborda, cada uno torturando a un reloj Timex.
La demanda de los relojes Timex aumentó entre los consumidores, a pesar de la resistencia de los joyeros debido al bajo margen del 50%, y la firma abrió nuevos canales de distribución, incluyendo grandes almacenes, estancos, farmacias y otros puntos de venta del mercado de masas. En 1962, la marca Timex ocupaba la primera posición en participación de mercado en los Estados Unidos, donde uno de cada tres relojes vendidos era un Timex. Se agregaron mercados extranjeros con oficinas de ventas de la compañía en Canadá, México, Francia, Gran Bretaña, Alemania y Portugal, así como distribuidores en aproximadamente otros 20 países. Se construyeron plantas de fabricación en los Estados Unidos, Europa y Asia.
Edwin Herbert Land, cofundador de Polaroid, contactó con la United States Time Corporation en 1948 en busca de un fabricante para sus cámaras. Se forjó una fuerte relación entre las compañías en 1950, lo que se tradujo en que la United States Time se convirtiera en el fabricante exclusivo de todas las cámaras Polaroid en todo el mundo hasta la década de 1970, con un total de más de 44 millones de cámaras producidas. La United States Time Corporation pasó a llamarse Timex Corporation el 1 de julio de 1969.

### Timex Corporation (1969-2008)
En los años 1970 y principios de la década de 1980, la industria relojera estadounidense se vio devastada por la llegada de relojes mecánicos baratos del Lejano Oriente, así como por el desarrollo de la tecnología digital de los relojes de cuarzo, en la que las empresas japonesas fueron pioneras. Lehmkuhl se retiró en 1973 sin un sucesor claro, y Polaroid finalizó su contrato con Timex en 1975, lo que dio lugar al despido de 2.000 empleados. Se desarrollaban nuevas tecnologías rápidamente en forma de relojes digitales electrónicos y relojes analógicos de cuarzo, lo que hizo que las instalaciones de producción de relojes mecánicos de Timex quedaran obsoletas. Timex cerró y consolidó sus operaciones en todo el mundo, reduciendo la plantilla de 30.000 empleados a 6.000. Nuevos competidores entraban agresivamente en el negocio, incluidas empresas japonesas, productores de bajo coste de Hong Kong y grandes empresas estadounidenses como Gillette, Texas Instruments y National Semi-Conductor. La licencia de Disney había expirado y John Cameron Swayze se retiró de su papel de portavoz. El negocio de la subcontratación se reconstruyó con nuevos clientes como IBM, Hugin-Sweda y General Electric. La empresa entró en el negocio de los ordenadores domésticos en una empresa conjunta con Sinclair Research Ltd. llamada Timex Sinclair, vendiendo ordenadores como el Timex Sinclair 1000 y máquinas posteriores, basadas en los modelos Sinclair ZX81 y Sinclair ZX Spectrum. En 1984, se enfrentaron a una caída de las ventas en medio de una guerra de precios con Commodore International y decidieron no competir más en ese mercado.
A mediados de la década de 1980, Timex abandonó el desarrollo de varios productos de consumo y reorientó sus esfuerzos específicamente hacia los relojes. La calidad del producto y el diseño de moda se convirtieron en esenciales para el éxito en el mercado. Timex tenía una sólida reputación de productos duraderos y la empresa se centró en la mejora de la calidad de sus productos. Una mayor duración de la batería, un baño de oro más duradero, una mayor precisión y una mayor resistencia al agua fueron algunas de las muchas mejoras que se introdujeron. Se crearon nuevos movimientos analógicos de cuarzo utilizando menos componentes, lo que redujo el tiempo y los costos generales de producción. Los mejores atletas ayudaron en el diseño de relojes deportivos para deportes específicos, lo que llevó a la introducción del modelo Ironman Triathlon en 1986, que recibió el nombre del triatlón hawaiano que la empresa había patrocinado desde 1984, y se convirtió en el reloj Timex más exitoso en la era de los relojes posmecánicos. En su primer año, el Timex Ironman se convirtió en el reloj más vendido en los Estados Unidos y en el reloj deportivo más vendido del mundo durante la siguiente década.
La firma presentó la luz nocturna Indiglo durante la temporada de compras navideñas de 1992. Esta novedad se convirtió en noticia en 1993 como resultado del atentado del World Trade Center del 26 de febrero, en el que un empleado de oficina que llevaba un Timex con una luz nocturna Indiglo la utilizó para guiar a un grupo de evacuados por 40 tramos de escaleras a oscuras. Esto provocó que las ventas despegaran inmediatamente y condujo a un aumento de la cuota en el mercado estadounidense de la compañía.
Timex Corporation adquirió Callanen International en 1991, el productor de los relojes Guess, como parte de su "estrategia multimarca". Timex y Disney se asociaron de nuevo en 1993 para producir una nueva línea de relojes con personajes del mundo de los dibujos animados llamada "Disney Classics Collection". También en 1993, la fábrica de Timex en Dundee (Reino Unido) protagonizó una importante huelga. En 1994, Timex adquirió la licencia de Nautica Watches y presentó el Timex Data Link. Este reloj podía recibir los datos de una lista de contactos mediante una secuencia luminosa generada en el monitor de una computadora, utilizando un software desarrollado con Microsoft. Introdujeron la marca Timex Expedition en 1997, diseñada para deportes extremos al aire libre. Timex y Motorola Inc. presentaron el modelo Beepwear en 1998, un reloj con un buscapersonas integrado.
El nuevo milenio condujo a un mayor crecimiento de Timex Corporation y su empresa matriz Timex Group B.V., mediante la adquisición de marcas, la introducción de nuevas marcas y las asociaciones de licencias. En el año 2000, Timex Corporation compró la marca de relojes de moda francesa Opex. A través de su filial Callanen, Timex adquirió la licencia de los relojes creados por el diseñador de moda urbana Marc Ecko en 2002. La empresa entró en el mercado de lujo en 2005 cuando la empresa matriz de Timex adquirió Vertime SA, con sede en Suiza. Vertime es responsable del diseño, la fabricación y la distribución de relojes y joyas fabricados en Suiza para las marcas Versace y Versus. El holding internacional de Timex USA, Timex Group, lanzó la TX Watch Company a finales de 2006. En 2007, Timex Group B.V. estableció Sequel AG como una empresa independiente dedicada al diseño, la fabricación y la distribución de las marcas de relojes Guess y Gc, fabricados en Suiza. Continuando con su política de expansión, adquirió el estudio de diseño italiano Giorgio Galli Design Lab en 2007.

### Timex Group USA, Inc. (2008-presente)

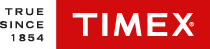
Logo de Timex

La empresa se reestructuró a principios de 2008 y se estableció la Unidad de Negocios Timex como una función comercial separada para la marca Timex, con su propio presidente. Los directores ejecutivos anteriores de Timex Group habían gestionado el Grupo Timex y la marca, y habían contribuido a que la marca hubiera obtenido menores ganancias en los últimos cinco años. La división Sequel de Timex Group albergaba las colecciones Guess y había crecido enormemente para competir con Timex como la marca con mayores ingresos de la firma, pero la marca insignia se había estancado en agosto de 2008. Desde este cambio, Timex ha introducido relojes compatibles con GPS, relojes de ejercicio con monitor de frecuencia cardíaca y dispositivos similares.
En 2008, Timex Group USA firmó un acuerdo de cuatro años que convirtió a Timex en el primer cronometrador oficial de la Maratón de Nueva York. Mientras tanto, la empresa matriz Timex Group B.V. lanzó las marcas de relojes de lujo de fabricación suiza Salvatore Ferragamo Timepieces y Valentino Timeless bajo el negocio de relojes de lujo del Grupo Timex. Ese mismo año, comenzaron la construcción del segundo conjunto de energía solar más grande de los Estados Unidos en un conjunto de edificios en la sede de Timex Group USA en Middlebury, Connecticut. El 5 de febrero de 2009, durante un evento de prensa celebrado en la sede central, se inauguró el conjunto de 800 paneles solares. Unos meses más tarde, Timex Group USA adquirió la marca de relojes Marc Ecko, cuya licencia tenía desde 2002. La unidad de negocios Callanen International se fusionó con la unidad de negocios Timex en 2009, uniendo las marcas Timex, Opex, TX, Nautica y Marc Ecko bajo una sola empresa.

## Timex Group B.V.
Timex Group B.V., un holding neerlandés, es la matriz corporativa de varias empresas de relojería en todo el mundo, entre las que se incluyen Timex Group USA, Inc. Las empresas y licencias exclusivas en todo el mundo incluyen la Unidad de Negocios Timex (Timex, Timex Ironman, Opex, Nautica, Marc Ecko), Sequel (Guess, Gc), la División de Lujo de Timex Group (Versace, Versus, Salvatore Ferragamo, Vincent Bérard, CT Scuderia y Teslar) y el Laboratorio de Diseño Giorgio Galli.
En la actualidad, los productos de Timex Group B.V. se fabrican en el Lejano Oriente y en Suiza, a menudo basándose en tecnología que continúa desarrollándose en los Estados Unidos y en Alemania. El grupo tiene operaciones en varios países de Europa, América y Asia. Muchos relojes de pulsera Timex Far East Operation son fabricados por TMX Philippines Inc. en la ciudad de Lapulapu. Las exportaciones de Timex Group B.V. desde la fábrica en Filipinas se realizan a través de su propia empresa, Tmx Limited N.V., con sede en Curazao.

## Lectura adicional
- "FTC: Made In The USA Comments Concerning TIMEX Corporation--P894219", Comisión Federal de Comercio, 8 de agosto de 1997